# 미도리구 (사이타마시)
미도리구(일본어: 緑区)는 일본 사이타마현 사이타마시를 이루는 10개 구 중 하나이다.

## 지리
사이타마시의 남동부 모퉁이에 위치하고 구 미소노촌의 일부와 구 우라와시의 동부에 해당한다. 구의 중앙부에 미누마 논을 중심으로 녹지가 펼쳐져 있다. 주요 수계로는 시바강, 야야노세강, 미누마 대용수로가 있다.

## 역사
- 이 지역에 처음으로 사람이 정착한 것은 약 2,500년 전으로 여겨진다.
- 고고학 유적들이 마쓰키(松木), 와다키타(和田北), 기타주쿠니시(北宿西), 마미야미야우시로(間宮宮後)에서 발견되었다. 이후 시대의 많은 유적들이 오미야 고원에서 발견되었다.
- 에도 시대에는 이 지역에서 대규모의 공공 프로젝트가 있었다. 미누마 저수지(見沼溜井)를 없애고 미누마 용수로(見沼代用水)를 만드는 것이었다.
- 1889년 - 정촌제 시행으로 다니다촌, 오마기촌, 미무로촌, 다이몬촌, 노다촌 등 5개 촌이 탄생하였다. 이후 차례로 우라와시에 편입되었다.
- 2001년 - 옛 우라와시, 요노시, 오미야시가 합병하여 사이타마시를 이루었다.
- 2003년 - 사이타마시가 정령지정도시가 되어 미도리구가 설치되었다.

## 교통

### 철도
- 동일본 여객철도 무사시노선
- 사이타마 고속철도 사이타마 고속철도선

### 도로
- 도호쿠 자동차도
- 수도고속도로
- 국도 122호선
- 국도 463호선